# Liste der Generale der Luftstreitkräfte der NVA
Die Liste der Generale der Luftstreitkräfte der NVA soll alle NVA-Offiziere der Dienstgradgruppe der Generale der Luftstreitkräfte der Nationalen Volksarmee enthalten. Sie ist möglicherweise unvollständig.

### B
Baarß, Klaus-Jürgen (1934–2017), Generalleutnant
Barthel, Manfred (1928–1989), Generalleutnant
Baustian, Gerhard (1927–1988), Generalmajor
Berger, Rolf (1936–2009), Generalleutnant
Bohne, Herbert (1932–), Generalmajor
Böhme, Heinz (1929–), Generalmajor

### H
Henkes, Klaus (1929–2003), Generalleutnant
Herbst, Joachim (1928–2014), Generalmajor
Hiemann, Günter (1930–2020), Generalmajor

### J
Jähn, Sigmund (1937–2019), Generalmajor

### K
Kessler, Heinz (1920–2017), Armeegeneral
Kronig, Kurt (1933–….), Generalmajor

### L
Lange, Manfred (1927–….), Generalmajor
Lehmann, Rolf (1934–2005), Generalmajor
Lipski, Heinz (1931–….), Generalmajor
Lobner, Walter (1930–….), Generalmajor

### M
Merkel, Manfred (1933–….), Generalmajor

### N
Nagler, Dieter (1934–2020), Generalmajor
Nawrot, Manfred (1929–2012), Generalmajor

### O
Oldenburg, Günter (1931–2010), Generalmajor

### R
Rappmann, Kurt (1931–….), Generalmajor
Reinhold, Wolfgang (1923–2012), Generaloberst
Reuschel, Gerhard (1944–2002), Generalmajor
Richter, Joachim (1929–1998), Generalleutnant

### S
Scheibe, Herbert (1914–1991), Generaloberst
Schmidt, Günther (1925–2017), Generalmajor
Schwipper, Bernd (1941–), Generalmajor
Süß, Hans (1935–2009), Generalleutnant

### T
Telle, Erhard (1933–1991), Generalmajor
Thonke, Wolfgang (1938–2019), Generalmajor
Trautsch, Heinz (1927–….), Generalleutnant
Tröger, Manfred (1931–....), Generalmajor

### U
Ullmann, Ehrenfried (1932–....), Generalleutnant

### V
Vogel, Alfred (1930–2019), Generalleutnant
Voigt, Günter (1933–….), Generalmajor

### W
Weber, Gerd (1933–….), Generalmajor
Weber, Wolfgang (1929–2007), Generalmajor d.R.

### Z
Zimmermann, Klaus (1941–…), Generalmajor
Zorn, Heinz-Bernhard (1912–1993), Generalmajor
Zieris, Alois (1936–…), Generalmajor